# ServiceOS
ServiceOS (ex «Gazelle») — многопользовательский браузер, анонсированный компанией Microsoft в начале 2009 года. Новый браузер будет применять принципы разделения ресурсов, характерные для многопользовательских операционных систем, что, по мнению Microsoft, повысит его надёжность при сохранении приемлемой производительности.  Экспериментальная версия браузера Gazelle работает на ядре IE Trident.
В основе ServiceOS лежит собственное ядро, отличное от того, что используется в Internet Explorer. Главные особенности нового браузера Microsoft — новый подход к архитектуре браузера, а также к требованиям стабильности. Microsoft теперь полностью оставит Java ввиду окончания срока поддержки собственной Java VM, сосредоточив внимание на .NET и, возможно, Lua.
ServiceOS не позволяет плагинам напрямую обращаться к компьютеру. Браузер Chromium и производные от него разбивают выполнение конкретной задачи на отдельные процессы, изолируя в памяти разные части страницы друг от друга; разработчики Microsoft предлагают разбивать на отдельные процессы элементы в рамках одной страницы.
ServiceOS является исследовательским проектом и включает в себя ви́дение того, какие техники доступа и управления ресурсами могут быть применимы для веб-приложений. Созданный прототип ServiceOS способен управлять такими ресурсами, как CPU, память, пропускная способность сети и т. д.
Дату появления публичной бета-версии этого продукта, а также дату его выхода на рынок в корпорации не уточняют. Тем не менее, Microsoft представила ServiceOS в августе 2009 года, на мероприятии Security Symposium.